# Rapport contre la normalité
Le Rapport contre la normalité est un ouvrage produit par le FHAR, Front homosexuel d'action révolutionnaire, publié en 1971 en France aux éditions Champ libre. Ce manifeste contient des tribunes, des témoignages et des dessins soutenant des revendications et des actions des communautés de lesbiennes et pédés, à portée révolutionnaire et intersectionnelle. Il est republié en 2013 aux éditions GayKitschKamp.

## Composition
Le rapport est publié sous la forme d'une brochure d'environ 120 pages comprenant 10 parties :
- introduction
- adresse à ceux qui se pensent « normaux »
- adresse à ceux qui sont comme nous
- 1. ce n'est qu'un début
- 2. les flickiâtres
- 3. notre répression
- 4. les pédés
- 5. les lesbiennes
- 6. les mineurs
- 7. le courrier.

L'introduction précise que certains des textes présents dans la brochure ont déjà été publiés dans la revue Tout !, que le FHAR souhaite unir « lesbiennes et pédés » bien que les hommes y soient très majoritaires, et se termine par le slogan « Lesbiennes et pédés, arrêtons de raser les murs ». La première adresse rappelle la responsabilité individuelle de tous ceux qui sont oppresseurs en participant au maintien d'une « société « normale » ». La deuxième évoque notamment le rapprochement avec le Mouvement de libération des femmes, en reconnaissant certains privilèges masculins.
La partie 1 comporte notamment un lexique définissant des mots et expressions comme hétéro-flic, virilité fasciste ou tasse, ainsi que des chronologies du mouvement et de sa répression, et une revue de presse.
Les parties 2 à 6 comportent des tribunes sur la psychiatrisation de l'homosexualité, la répression depuis Pétain et de Gaulle, les rapports entre homosexualité masculine puis féminine et action révolutionnaire, et sur la position spécifique des mineurs. Quelques illustrations ou dessins, ainsi que des témoignages, sont également présents.
La partie 7 reprend de nombreuses missives de lecteurs, reproduites sans réponse ni commentaire.

## Création et contexte de rédaction
Guy Hocquenghem fait partie des auteurs du Rapport.

## Publication et diffusion
Dans l'édition originale de 1971, la couverture comporte le titre complet : « Rapport contre la normalité : le Front homosexuel d'action révolutionnaire rassemble les pièces de son dossier d'accusation : simple révolte ou début d'une révolution ». Cette édition est publiée par Champ libre.

## Contenu
Pour Alain Giami, le manifeste contient une critique du caractère phallocratique et du conformisme en matière de sexualité du mouvement révolutionnaire, dans lequel il s'inscrit néanmoins. Il y a dans l'ouvrage, pour Massimo Prearo, une volonté nouvelle et manifeste de rupture avec la conception de l'homosexualité comme un fardeau qu'il faudrait accepter. Il y a une émancipation et une conscientisation de la « production sociale » que représente l'homosexualité. Sam Bourcier souligne l'intersectionnalité du Rapport, à l'inverse de mouvements gay modernes (en particulier homonationalistes).